# رانار ویک
رانار ویک (انگلیسی: Ragnar Vik; ۳ ژوئیهٔ ۱۸۹۳ – ۹ ژانویهٔ ۱۹۴۱) قایقران قایق بادبانی اهل نروژ بود.